# Ualabi de cua de pinzell
El ualabi de cua de pinzell (Notamacropus irma) és una espècie de ualabi del sud-oest d'Austràlia Occidental. Està classificat com a gairebé amenaçat per la Unió Internacional per a la Conservació de la Natura (UICN) i sembla que la seva principal amenaça és la depredació per part de la guineu (Vulpes vulpes), una espècie introduïda.
El ualabi de cua de pinzell té un color gris fosc, amb una coloració blanca característica al voltant de la cara i les potes (tot i que els peus i les mans són negres). És un macròpode particularment diürn que s'alimenta d'herba i altres plantes.